# 慕容法
慕容法（?—?），南燕将领。
398年，慕容德称燕王，以他为中军将军。在管城击败晋朝宁朔将军邓启方。399年，慕容法为兖州刺史，镇守梁父。405年，慕容超即位，封慕容法征南大将军，都督徐州、兖州、扬州、南兖州四州诸军事。因为原来轻慢慕容超，结怨，慕容德死后他不奔丧，被慕容超责备。406年联合慕容钟、段宏谋反，兵败逃奔北魏。